# 南湖街道 (沧州市)
南湖街道，是中华人民共和国河北省沧州市运河区下辖的一个乡镇级行政单位。

## 行政区划
南湖街道下辖以下地区：
民主社区、南湖社区、花园社区和南川楼社区。